# Украинцы в Литве

Памятник украинскому поэту и мыслителю Т. Г. Шевченко в Вильнюсе

Украи́нцы в Литве (укр. Українці в Литві) — одна из национальных общин, которая исторически сформировалась на территории Литвы.
По данным официальной статистики, одно из крупнейших по численности национальных меньшинств. Большинство украинцев проживают в городах: Вильнюсе, Клайпеде, Каунасе, Шяуляе, Висагинасе, Ионава. По оценкам проводимым на основе данных Регистра населения Литвы по состоянию на 2024 год доля украинцев в составе населения Литвы составляет 1,7 %.

## История украинской диаспоры
Украинское национальное меньшинство в Литве имеет достаточно глубокие исторические и культурные традиции. На протяжении веков в Литве находились и творили такие выдающиеся деятели Украины, как Т. Г. Шевченко, Мелетий Смотрицкий, Яков Головацкий, Св. Иосафат (в миру — Иван Кунцевич, религиозный деятель униатской церкви, канонизирован в 1967 году) и другие.
Автохтонное украинское население появилось в Литве в конце XIX - начале XX века, после переселения жителей ряда украинских поселений на Волыни и Берестейщине под Вильнюс, в деревни Гейсишкес, Европа, Айрани (Айренай I и Айренай II).
С 1928 года по август 1940 года в Каунасе действовало Литовско-украинское общество. Оно информировало литовцев об украинских проблемах и выдавало бюллетень «Lietuviu Ukrainieciu Draugujois Zinios». 4 апреля 1929 по литовскому радио прозвучала первая получасовая передача, подготовленная Литовско-украинским обществом.
В октябре 1933 года в Каунасе было зарегистрировано Украинское национальное общество Литвы. Она, однако, просуществовала всего четыре года. В начале 1934 года в Каунасе было основано Культурно-просветительское общество украинцев в Литве.
После присоединения Литовской Республики к СССР в 1940 году и окончания Второй мировой войны численность украинцев в Литве значительно выросла: если по переписи 1959 их число составило 17 692 человек, то в 1989 — 44 789.

## Численность и места проживания
Динамика численности и доли украинцев по данным переписей населения:
|               | Численность | %    |
| перепись 1959 | 17 692      | 0,65 |
| перепись 1970 | 25 099      | 0,80 |
| перепись 1979 | 31 982      | 0,94 |
| перепись 1989 | 44 789      | 1,21 |
| перепись 2001 | 22 488      | 0,65 |
| перепись 2011 | 16 423      | 0,54 |
| перепись 2021 | 14 168      | 0,50 |

По данным переписи 2011 года, в Литовской Республике проживает более 16 тыс. этнических украинцев, преимущественно в городах: Вильнюсе, Клайпеде, Каунасе, Шяуляе, Висагинасе, Ионава.
Численность и доля украинцев по данным переписей населения 2001 и 2011 гг. в Литве, по уездам:
|                     | 2001   | %     | 2011   | %     |
| ------------------- | ------ | ----- | ------ | ----- |
| Литва               | 22 488 | 0,645 | 16 423 | 0,539 |
| Алитусский уезд     | 393    | 0,209 | 275    | 0,174 |
| Вильнюсский уезд    | 9 055  | 1,065 | 6 997  | 0,863 |
| Каунасский уезд     | 3 008  | 0,428 | 2 075  | 0,341 |
| Клайпедский уезд    | 5 024  | 1,302 | 3 542  | 1,044 |
| Мариямпольский уезд | 247    | 0,130 | 181    | 0,111 |
| Паневежский уезд    | 816    | 0,272 | 601    | 0,240 |
| Таурагский уезд     | 185    | 0,137 | 133    | 0,120 |
| Тельшяйский уезд    | 349    | 0,194 | 242    | 0,159 |
| Утенский уезд       | 1 982  | 1,065 | 1 452  | 0,955 |
| Шяуляйский уезд     | 1 429  | 0,386 | 925    | 0,306 |

По данным переписи 2021 года в Литве проживало 14 168 украинцев (0,50 % населения страны), они являлись пятой по численности этнической группой страны после литовцев, поляков, русских и белорусов. Украинский язык родным назвали 4 835 человек (0,17 % населения страны), он являлся пятым по распространённости родным языком после литовского, русского, польского и белорусского.

## Обеспечение культурных, языковых и других прав украинской диаспоры
Состояние обеспечения культурных, социальных, информационных, образовательных, языковых и политических потребностей украинского меньшинства со стороны Литвы является удовлетворительным. Почти все украинские общины имеют свои помещения, где проводят различного рода культурные и общественные мероприятия, встречи, концерты, литературные вечера, собрания, посвящённые различной тематике. В этих общинах есть материал по истории и культуре Украины, созданные библиотеки. Помещения используются также для работы воскресных школ или занятий творческих коллективов. Эксплуатационные услуги оплачиваются из государственного бюджета (Вильнюс, Висагинас) и из средств самой общины с использованием льгот на аренду и содержание (Клайпеда).
Согласно действующему законодательству Литвы, украинцы могут изучать родной язык на факультативах или воскресных школах. Сейчас в Литве существует 3 воскресные школы (в Вильнюсе, Висагинасе и Клайпеде), также факультативный курс украинского языка при Вильнюсском университете.
На первом национальном канале Литвы еженедельно транслируется украиноязычная программа «Трембита»; каждые две недели в эфир выходит радиопрограмма на украинском языке «Калиновые гроздья».

## Общественные организации украинцев Литвы
В Литве официально зарегистрировано множество организаций украинской диаспоры:
1. Общество украинцев г. Вильнюс (основана в 1988 году), председатель — Наталья Шертвитене
2. Общество украинцев г. Висагинас (основано в 1992 году), председатель — Светлана Черткова. В 1990 году был сформирован украинский класс на базе «Родной школы» Центра национальных культур г. Висагинас. При Центре национальных культур г. Висагинас в 1993 году был создан ансамбль украинской песни и танца, который постоянно участвует в различных конкурсах как местного, так и регионального масштаба.

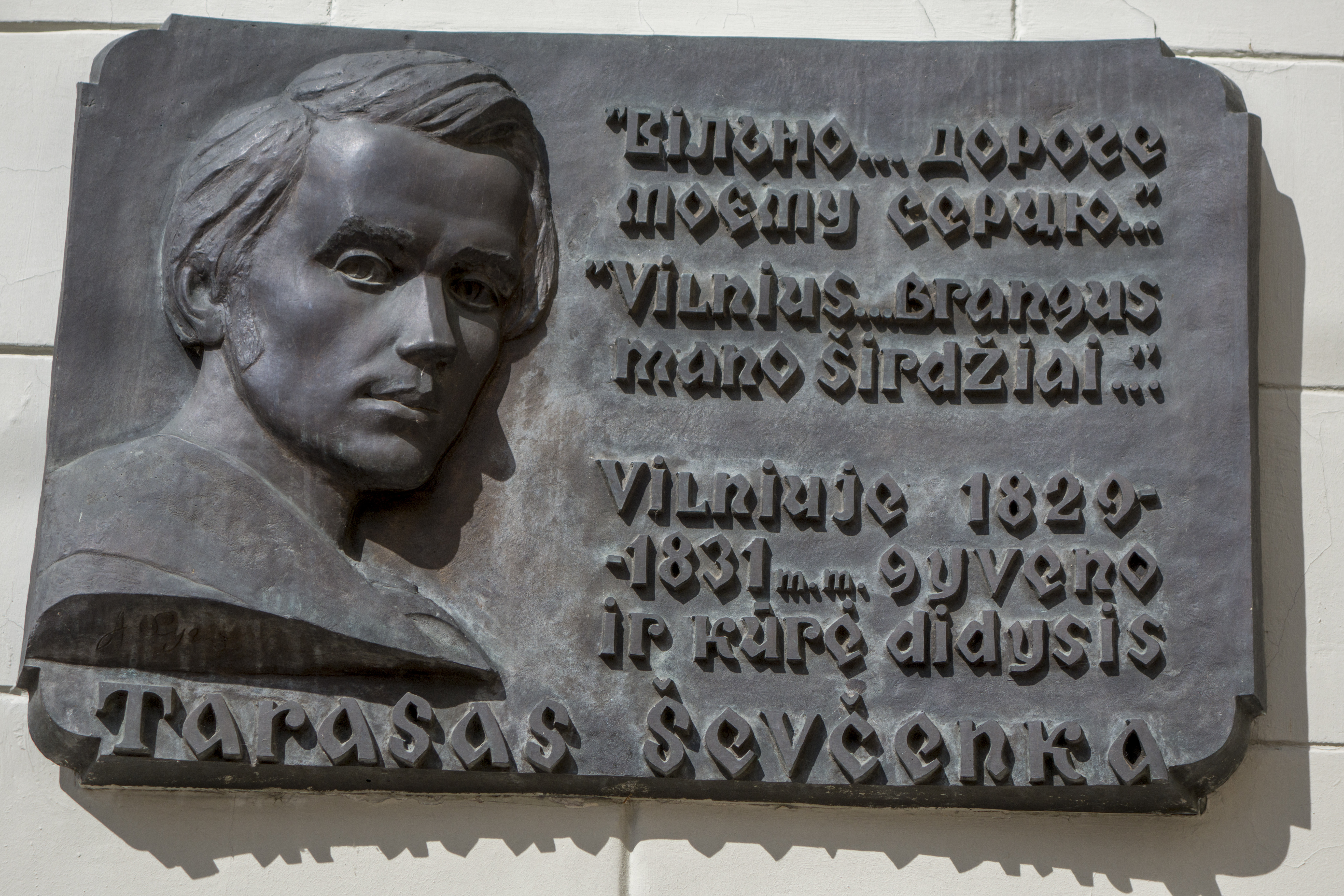
Мемориальная доска Т. Г. Шевченко в Вильнюсе с надписью на литовском и украинском языках

3. Общество украинцев г. Ионава (основана в 1990 году на базе украинского кружка), председатель — Надежда Арлаускене.
4. Ассоциация украинцев г. Клайпеда (основана в 1993 году), председатель — Леонид Трегуб.
5. Украинский культурно-просветительский центр «Родина». В центр также входит Ансамбль украинской песни «Рушничок», ансамбль «Калина» и украинская воскресная школа. Председатель центра — Лидия Тригуб.
6. Украинский вокальный ансамбль «Просвет» в г. Клайпеда (существует с 2001 года).
7. Факультатив изучения украинского языка в г. Клайпеда (основан в 1981 году). Преподаватель — Надежда Лукина.
8. Ассоциация литовских и украинских историков (основана в 2000 году). Председателя — Алдона Василяускене.
9. Вокально-инструментальный ансамбль «Светлица» г. Вильнюс (основан в 1991 году). Коллектив проводит просветительскую деятельность, активно участвует в культурных мероприятиях, которые организует Общество украинцев в Литве. В репертуаре ансамбля как украинские народные, так и современные песни. «Светлица» является неоднократным участником и лауреатом фестивалей и конкурсов, которые проводились на Украине, Чехии, Польше и Словакии. Руководители ансамбля «Горница» — Оксана и Роман Ластовьяк.

## Греко-католическая церковь в Вильнюсе

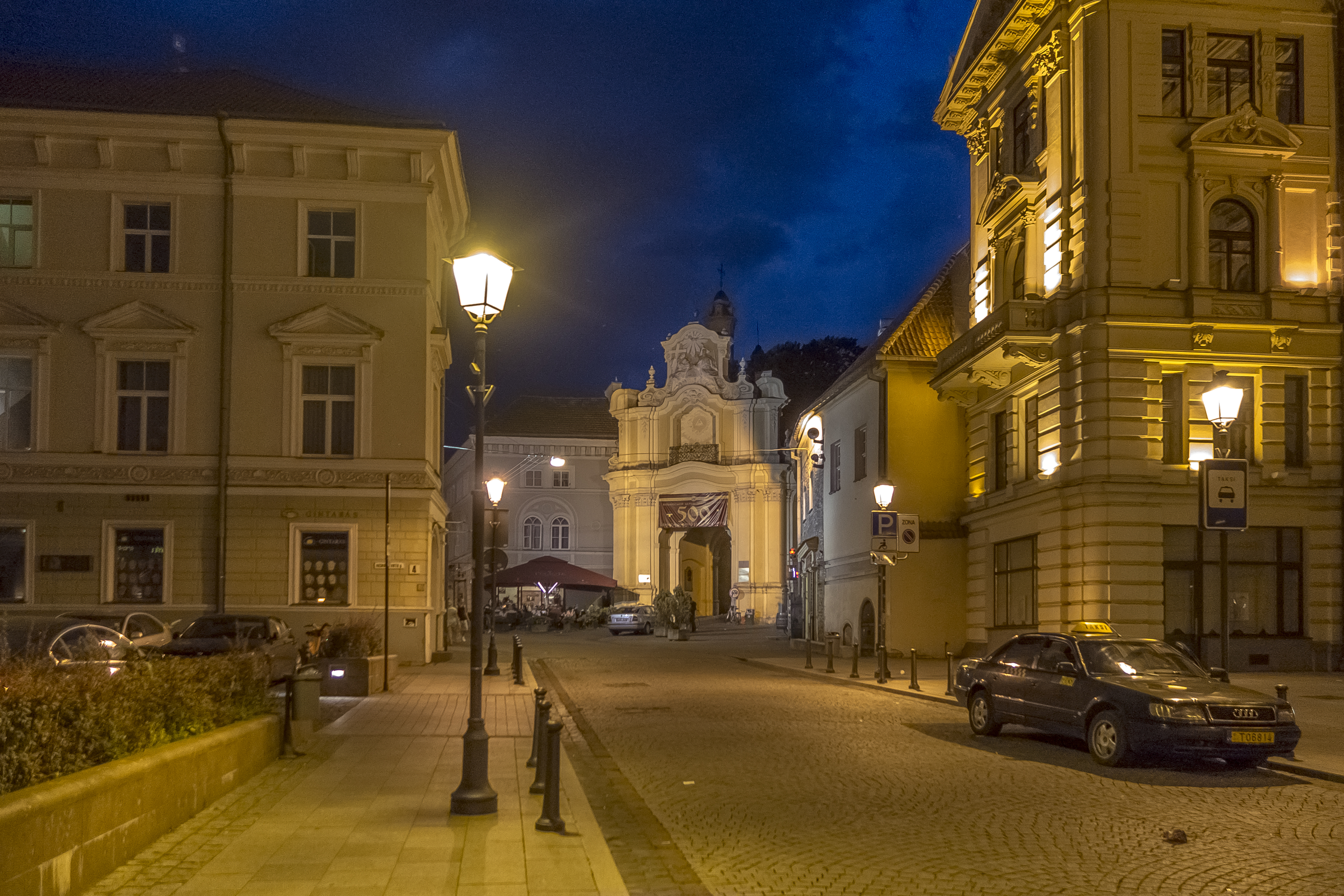
Греко-католическая церковь Св. Троицы (ворота)

Одним из мест регулярных сборов украинской диаспоры и центром духовной жизни общества является украинская греко-католическая церковь Пресвятой Троицы в Вильнюсе, служба в которой ведётся на украинском языке. При церкви есть воскресная школа.
Церковь Святой Троицы была построена в 1514 году на средства литовского гетмана и украинского князя Константина Острожского и связана со многими известными историческими лицами Украины, Литвы, Польши, Беларуси, в частности, князьями Острожскими, королями Сигизмундом ІІ и Сигизмундом III, Т.Шевченко, митрополитом Ипатием Потием, графом Тышкевичем, а также святым греко-католической церкви Иосафатом.
Несколько раз церковь перестраивалась, но на сегодняшний день сохранила формы барокко, в её интерьере сохранились уникальные старинные фрески и архитектурные элементы ренессанса. В советские времена церковь была обустроена под лабораторию Вильнюсского технического университета. В послевоенные годы церкви был нанесён ущерб. Церковь нуждается в капитальном ремонте, в настоящее время ведутся работы.
После восстановления независимости Литвы украинская и литовская общественность приложила все усилия, чтобы легализовать веру католиков восточного обряда в Литве и церковь была возвращена её владельцам — униатской религиозной общине. Украинская греко-католическая община была официально зарегистрирована 18 февраля 1991 года постановлением правительства Литвы. В 2014 году греко-католической церкви Святой Троицы в Вильнюсе исполнилось 500 лет.